# Vuelo 072 Air France
El 1 de agosto de 1948, el vuelo 072 de Air France desapareció sobre el Océano Atlántico, matando a las 52 personas a bordo. El accidente provocó la retirada del servicio del Latécoère 631 por parte de Air France. Fue el accidente aéreo más mortífero en el Océano Atlántico en ese momento y también el más mortífero sufrido por ese tipo de aeronave. 

## Accidente
El avión partió de Fort-de-France, Martinica a las 14:50 GMT del 31 de julio, y debía llegar a Port-Etienne, África Occidental Francesa a las 01:00 GMT del 1 de agosto. Llevaba una tripulación de doce y 40 pasajeros. Se informó que una estación de radio estadounidense en las Azores había recibido un mayday poco después de la medianoche del 1 de agosto. La posición de la aeronave se estimó en 1.100 millas náuticas (2.000 km) al norte de las islas de Cabo Verde, Dos aviones de Air France, un avión de la Fuerza Aérea Francesa y una barco de la armada francesa fueron enviados a buscar la aeronave. La Guardia Costera de los Estados Unidos envió al USCGC Bertholf para ayudar en la búsqueda. Las autoridades portuguesas permitieron que las aeronaves que buscaban el desaparecido Latécoère 631 utilizaran el aeropuerto de Ilha do Sal, que entonces no estaba abierto al tráfico. Dos Boeing B-17 Flying Fortress de la Fuerza Aérea Portuguesa también se unieron a la búsqueda. La Fuerza Aérea de los Estados Unidos envió un Flying Fortress y siete Boeing B-29 Superfortress para unirse a la búsqueda.
El 3 de agosto, el buque meteorológico francés Leverrier informó haber recibido un mensaje de socorro de la aeronave. Un segundo mensaje fue recibido temprano a la mañana siguiente. El American Flying Fortress también informó haber recibido un mensaje de socorro "débil y confuso" ese día, El USCGC informó haber encontrado dos asientos de la aeronave en una posición de 1570 millas náuticas (2910 km) al este de Puerto Rico. Más tarde, un avión informó haber visto restos a 15 millas náuticas (28 km) de la posición en que se encontraron los asientos. Algunos de los restos mostraron evidencia de fuego. La búsqueda de supervivientes se suspendió el 9 de agosto. Tras el accidente, que fue el peor accidente aéreo en el Océano Atlántico en ese momento y también el peor sufrido por el Latécoère 631, el tipo de aeronave fue retirado del servicio por Air France.

## Aeronave
La aeronave accidentada era un Latécoère 631 con identificación F-BDRC. La aeronave tenía aproximadamente 3 años de antigüedad de estar en Air France;fue el peor accidente de este tipo de aeronave. Su primer vuelo fue el 9 de noviembre de 1947.